# 喬治亞城 (密蘇里州)
喬治亞城（英語：Georgia City）是位於美國密蘇里州賈斯珀縣的鬼鎮。

## 歷史
喬治亞城的郵局於1870年設立，其後於1904年停運。

## 地理
喬治亞城所處的海拔為高於海平面266米（即873英呎），而該地所採用的時區為UTC-6，即北美中部時區（CST）。同時該地設有夏令時間，為UTC-6調快一小時，即UTC-5（CDT）。